# Maison de Bazoches
La maison de Bazoches est une famille féodale du Moyen Âge, originaire du village de Bazoches, dans le comté de Champagne, et était vassale des comtes de Champagne.

## Origines
La famille de Bazoches serait issue d'une branche cadette de la maison de Châtillon. Vers 1040, deux frères cadets auraient reçu en apanage la terre de Bazoches, dont ils auraient pris le nom, tandis que l'aîné, Guy Ier de Châtillon, aurait reçu la châtellenie de Châtillon et que le benjamin se voue à la vie ecclésiastique avant de devenir par la suite pape sous le nom d'Urbain II.
La Seigneurie de Bazoches appartient à l’origine aux archevêques de Reims qui en auraient fait don aux évêques de Soissons. Ces derniers y établirent une maison forte dont ils confient la garde aux seigneurs de Châtillon.

## Généalogie

### Branche principale
- Milon de Châtillon ou Miles de Châtillon († vers 1076), seigneur de Châtillon ainsi que de Bazoches, dont il aurait reçu la garde vers 1040 de la part des  évêques de Soissons. Il épouse Avenelle de Montfort, fille d’Amauri de Montfort et de Judith de Cambrai, dont il aurait eu au moins quatre enfants[2] :
  - Guy Ier de Châtillon, l'aîné, qui devient seigneur de Châtillon à la mort de son père.
  - Milon de Bazoches ou Miles de Bazoches, qui hérite de la seigneurie de Bazoches à la mort de son père, et qui suit.
  - Manassès de Bazoches, qui hérite d'une partie de la seigneurie de Bazoches à la mort de son père, et qui suit après son frère.
  - Eudes de Châtillon, qui devient pape sous le nom d'Urbain II en 1088 jusqu'à sa mort 1099.
- Milon de Bazoches ou Miles de Bazoches († avant 1087), seigneur de Bazoches à la mort de son père. Le nom de son épouse est inconnu mais il a au moins deux enfants :
  - Hugues de Bazoches, qui suit après son oncle.
  - Gervais de Bazoches, qui part en Terre Sainte où il devient sénéchal du royaume de Jérusalem et prince de Galilée et de Tibérias. Il meurt en 1208, exécuté par des sarrasins.
  - un autre fils, cité mais non nommé dans un acte postérieur en 1146 de Manassès de Garlande, évêque d'Orléans[3]. Peut-être le même que le précédent.
- Manassès de Bazoches († après 1087), seigneur de Bazoches en partie à la mort de son père. À la mort de son frère aîné Milon de Bazoches, il a la charge des enfants de celui-ci. Il est probablement mort sans union ni postérité.
- Hugues de Bazoches († après 1122), seigneur de Bazoches à la mort de son père. Il épouse une femme prénommée Basilie, dont le nom de famille est inconnu, dont il a au moins trois enfants :
  - Guy de Bazoches, qui suit.
  - Gaucher de Bazoches, cité dans des actes de 1122, 1134 et 1148.
  - Hugues de Bazoches, cité dans un acte de 1122. Il épouse l'héritière du vidame de Châlons, et devient la tige de la branche des vidames de Châlons.
  - Ermengarde de Bazoches, citée dans un acte de 1134.
- Guy de Bazoches († après 1148), seigneur de Bazoches à la mort de son père. Il épouse Ermengarde de Roucy, fille d'Ebles II de Roucy, comte de Roucy, et de Sibylle de Hauteville, dont il a au moins deux enfants :
  - Hugues de Bazoches. Né vers 1120, il serait l'aîné de sa fratrie, mais son mauvais caractère et son manque de discipline auraient obligé ses parents à le faire moine à l'abbaye de Citeaux, où son comportement le fait transférer à Clairvaux. Après la mort de son père, l'abbé de Clairvaux Gérard le fait de nouveau transférer vers 1157 à l'abbaye d'Igny. Mais lors d'une visite à cette abbaye vers 1177, l'abbé Gérard se retrouve face à Hugues qui le tue d'un coup de couteau avant de réussir à s'échapper. Excommunié, il va à Rome demander grâce au pape qui la lui refuse. Il serait ensuite retourné errer dans les environs de Bazoches jusqu'à sa mort[4].
  - Gervais de Bazoches, qui suit.
  - Aymon de Bazoches ou Hamon de Bazoches, évêque de Châlons de 1151 à sa mort 1153.
- Gervais de Bazoches († avant 1189), seigneur de Bazoches à la mort de son père. Il épouse Hawise de Rumigny, fille de Nicolas II, seigneur de Rumigny, et d'Aleidis de Hainaut, dont il a cinq enfants :
  - Nicolas Ier de Bazoches, qui suit.
  - Gautier de Bazoches, cité dans une charte de 1189.
  - Guy de Bazoches, chanoine de Châlons, connu comme chroniqueur de la troisième croisade.
  - Milon de Bazoches, abbé de Saint-Médard de Soissons
  - Alix de Bazoches, qui épouse Geoffroy Ier de Grandpré, seigneur de Porcien, d'où postérité.
- Nicolas Ier de Bazoches († après 1189), seigneur de Bazoches à la mort de son père. Il épouse Agnès de Chérisy, fille de Gérard III de Chérisy et d'Agnès de Longpont, dont il a huit enfants :
  - Nicolas II de Bazoches, qui suit.
  - Jean de Bazoches, seigneur de Loupignes, qui épouse Marguerite de Bouloir (sœur d'Élisabeth), mais n'a probablement pas de descendance.
  - Gautier de Bazoches, seigneur de Ville-Savoir, qui épouse Élisabeth (ou Isabelle) de Bouloir (sœur de Marguerite), dont il a deux enfants : Gautier de Ville-Savoir, seigneur de Ville-Savoir et qui fera souche, et Jean de Ville-Savoir.
  - Jacques de Bazoches, évêque de Soissons de 1219 jusqu'à sa mort en 1242. Il sacre Louis IX de France le 29 novembre 1226.
  - Gérard de Bazoches, évêque de Noyon de 1222 jusqu'à sa mort en 1228.
  - Gervais de Bazoches, archidiacre de Soissons.
  - Nivelon de Bazoches, archidiacre de Soissons.
  - Agnès de Bazoches, qui épouse en premières noces Raoul de Grandpré, comte de Porcien, d'où postérité. Veuve, elle épouse en secondes noces Érard II d'Aulnay, seigneur d'Aulnay, d'où postérité.
- Nicolas II de Bazoches († le 9 février 1234), seigneur de Bazoches à la mort de son père. Il épouse Agnès de Châtillon, fille de Gaucher de Châtillon, seigneur de Nanteuil, et d'Helvide de Nanteuil, dont il a cinq enfants :
  - Nicolas III de Bazoches, qui suit.
  - Robert de Bazoches, qui suit après son frère.
  - Gaucher de Bazoches, cité dans un document daté de 1249/1252.
  - Nivelon de Bazoches, évêque de Soissons de 1252 jusqu'à sa mort en 1262.
  - Fauque de Bazoches, citée dans un document daté de 1249/1252.
  - Helvide de Bazoches, qui épouse Geoffroy d'Arcy.
- Nicolas III de Bazoches († en mars 1234), seigneur de Bazoches à la mort de son père, mais meurt probablement peu après en terre sainte sans avoir eu union ni descendance[5].
- Robert de Bazoches († après 1271), seigneur de Bazoches à la mort de son frère. Il épouse une femme prénommée Brémonde, dame de Vauxcéré, dont il a trois enfants :
  - Gaucher de Bazoches, qui suit.
  - Milon de Bazoches, évêque de Soissons de 1262 jusqu'à sa mort en 1290. Il sacre le roi de France Philippe III le 15 août 1271.
  - une fille, citée mais non nommée, qui épouse Jean de Châlons, vidame de Châlons, fils d'Hugues III, vidame de Châlons, et de Marguerite de Milly, dont elle a un enfant : Hugues IV de Châlons.
  - une fille, citée mais non nommée, qui épouse à un chevalier de Montcornet, dont elle a un fils Gérard de Montcornet qui succède à son oncle Milon de Bazoches comme évêque de Soissons.
- Gaucher de Bazoches († après 1285), seigneur de Bazoches à la mort de son père. Il épouse Isabelle de Guines, fille d'Arnoul III, comte de Guines, et d'Alix de Coucy, mais n'a pas de descendance. À sa mort, la seigneurie de Bazoches est transmise à son neveu Hugues IV de Châlons[5].

### Branche des vidames de Châlons
- Hugues Ier de Bazoches, qui devient vidame de Châlons en épousant Gode de Châlons, fille unique d'Eustache de Châtillon[6], seigneur de Matouges et vidame de Châlons, dont il a au moins deux enfants. Il aurait fait le voyage en Terre Sainte en 1124 et serait devenu Templier[7]
  - Eustache II de Châlons, qui suit.
  - Gautier de Châlons, qui devient prieur de Saint-Martin-des-Champs à Paris de 1168 à 1176, puis abbé de Cluny de 1176 à sa mort en 1177.
- Eustache II de Châlons († après 1161), vidame de Châlons à la mort de son père. Le nom de son épouse est inconnu mais il a au moins un enfant :
  - Hugues II de Châlons, qui suit.
- Hugues II de Châlons († avant 1231), vidame de Châlons à la mort de son père. Il épouse Hawide de Châtillon dont il a au moins un enfant :
  - Guermon ou Bermond de Châlons, qui suit.
- Guermon de Châlons ou Bermond de Châlons († après 1232). Il épouse Béatrix de Joinville, fille de Simon de Joinville, seigneur de Sailly, et d'Ermengarde de Montclair, dont il a au moins un enfant :
  - Hugues III de Châlons, qui suit.
- Hugues III de Châlons († vers 1276), vidame de Châlons à la mort de son père. Il fait construire l'hôtel du vidamé vers 1266. Il épouse Marguerite de Milly dont il a au moins un enfant :
  - Jean Ier de Châlons, qui suit.
- Jean Ier de Châlons († le 11 juillet 1302), vidame de Châlons à la mort de son père. Il meurt à la bataille des éperons d'or en 1302 à Courtrai. Il épouse une fille de Robert de Bazoches, seigneur de Bazoches, et de son épouse Brémonde, dont il a au moins un enfant :
  - une fille, qui suit .
- Dame de Châlons, qui épouse en tant que deuxième femme Hugues III de Conflans, seigneur d'Estoges, dont elle a au moins un fils :
  - Jean de Conflans , qui devient vidame de Châlons et seigneur de Vieilmaisons et de Vézilly. Tige de la branche dite de Vieilmaisons de la maison de Conflans.

### Branche de Villesavoie[8],[9]
- Gautier Ier de Bazoches, chevalier, seigneur de Villesavoie et de Loupeigne, fils puiné de Nicolas Ier, seigneur de Bazoches, et d'Agnès de Cherisy, eut en partage la terre de Villesavoie dont sa postérité prit le surnom, marié à Elisabeth de Bouloire, il eut :
  - Gautier II de Villesavoie, qui suit :
  - Jean de Villesavoie, chevalier, seigneur de Loupeigne, en avril 1262 il passe un accord avec l'abbé de Saint-Médard de Soissons.
- Gautier II de Villesavoie († après 1259), chevalier, seigneur de Villesavoie, marié à une fille d'Hugues II Vidame de Châlons. dont :
  - Jean Ier de Villesavoie dit Coquillart, qui suit :
  - Jean de Villesavoie, qui forma le rameau des seigneurs de Droisy.
- Jean Ier de Villesavoie dit Coquillart, chevalier, seigneur de Villesavoie et Mont-St-Martin, marié en secondes noces à Gilette de Ponderont, de son premier mariage il eut :
  - Jean II de Villesavoie dit Coquillart, qui suit :
- Jean II de Villesavoie dit Coquillart, chevalier, seigneur de Villesavoie, de Loupeigne et Mont-St-Martin, dont :
  - Jean III de Villesavoie dit Coquillart († vers 1410), seigneur de Villesavoie et de Loupeigne, sans descendance.
  - une fille mariée à de Cassinel, dont le petit-neveu Gérard Cassinel hérite en partie de son grand-oncle Jean dit Coquillart.
  - une autre fille mariée vers 1350 à Guion, seigneur d'Harzillemont, de Mouzay et d'Arnicourt,

#### Rameau des seigneurs de Droisy
- Jean 1er de Villesavoie († 1300), chevalier, seigneur de Droisy, témoin du testament d'Hugues de Châtillon comte de Blois, il reçoit une rente du roi Philippe le Bel pour ses services rendus en Aragon, il épouse Catherine de Violaine († 1307), inhumée avec son mari dans l'église d'Ormont, diocèse de Reims, dont un fils :
  - Jean II de Villesavoie, qui suit :
- Jean II de Villesavoie († après 1338), chevalier, seigneur de Droisy et de Longueval, dont :
  - Jean III de Villesavoie, qui suit :
- Jean III de Villesavoie, seigneur de Droisy, marié vers 1333 avec Marie de La Bove, dont deux filles :
  - Jeanne de Villesavoie († 1392), mariée en premières noces à de Wailly, dont un fils, et en secondes noces avec Aubert de Guines dit de Coucy († 1388), seigneur de Dronay.
  - une fille mariée avec Galhault de Lully, chevalier.

## Pour approfondir